# پل کنستان
پل کنستان (فرانسوی: Paule Constant‎) زادهٔ ۱۹۴۴) یک رمان‌نویس اهل فرانسه است.
وی همچنین برنده جوایزی همچون جایزه بزرگ رمان فرهنگستان فرانسه (۱۹۸۹) و جایزه گنکور (۱۹۹۸) شده است. کنستان که هم اکنون در شهر اکس.آن بروانس فرانسه زندگی می کند، بخشی از زندگی خود را در کشوزهای آفریقایی و آمریکای جنوبی گذرانده است و مکان غالب رمانهایش نیز در آمریکا و آفریقا روی می دهد. رمان معروف وی با نام خلوت در سال ۱۹۹۸ برنده جایزه ادبی گنکور شده است. آثار کنستان، در زمانی فشرده و فضایی بسته با طنزی گزنده،‌راوی تنهایی و غربت انسانها و جتسجوی مذبوحانه سرپناه است. 
وی از دانشگاه پاریس-سوربن فارغ‌التحصیل شده است.